# Krzemieniucha

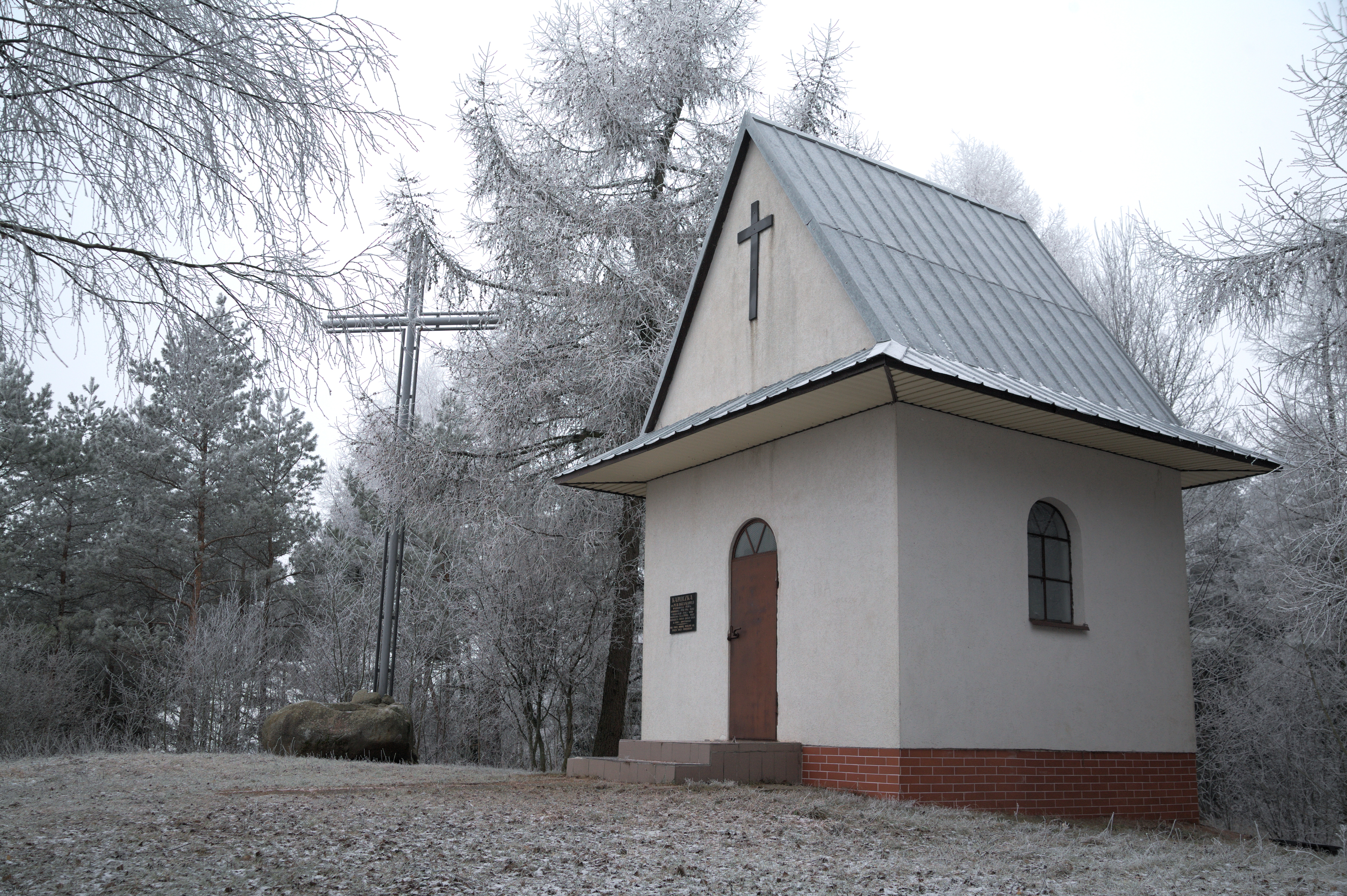
Widok kapliczki i krzyża z masywnym głazem u podnóża na szczycie góry Krzemieniucha

Krzemieniucha (dawniej Krzemianka) – wzniesienie o wysokości 288 m n.p.m. na Pojezierzu Suwalskim, położone na południowym krańcu Pojezierza Wschodniosuwalskiego, w woj. podlaskim, w powiecie suwalskim, w gminie Jeleniewo, we wsi Żywa-Woda, na północ od Suwałk, na północny wschód od jeziora Okmin, ok. 0,8 km na południowy wschód od wsi Czerwone Bagno. Na jej szczycie znajduje się mała kapliczka, kamienna grota z figurą Matki Bożej, oraz stalowy krzyż z masywnym głazem u podnóża. 
W czasie I wojny światowej była miejscem walk, stanowiąc dogodny punkt obserwacyjny dla dowódców wojskowych. Do dziś widoczne są pozostałości okopów z tamtego okresu. Na wierzchołku wzniesiono w okresie międzywojennym drewniany krzyż, zastąpiony przez wymurowaną przez okoliczną ludność kapliczkę, istniejącą w latach 1950-1999. Kapliczka ta została rozebrana i zastąpiona nową przez mieszkańców Żywej Wody, w środku znajduje się obraz Matki Boskiej Ostrobramskiej, patronki wsi.
Góra często mylona jest z Górą Krzemianucha, na której zlokalizowany jest RTCN Krzemianucha. Wzniesienie jest moreną czołową, pozostałością po ostatnim zlodowaceniu.